# Cosmophasis micarioides
Cosmophasis micarioides es una especie de araña saltarina del género Cosmophasis, de la familia Salticidae, orden Araneae.

## Distribución
Se distribuye por Indonesia (islas Kei), Papúa Nueva Guinea, Australia e Islas Salomón.

## Taxonomía
Fue descrita por L. Koch en 1880 y publicada en Koch, L. (1880). Die Arachniden Australiens, nach der Natur beschrieben und abgebildet [Erster Theil, Lieferung 26]. Bauer & Raspe, Nürnberg 1157-1212, Pl. 100-, 104.